# Dosięgnąć kosmosu
Dosięgnąć kosmosu – amerykański film biograficzny z 1999, oparty na powieści October Sky, autorstwa Homera Hickama.

## Fabuła
W październiku 1957 do Coalwood dociera informacja o wystrzeleniu Sputnika 1. W noc przelotu satelity nad miastem mieszkańcy gromadzą się na zewnątrz, by go obserwować. Homer Hickam pod wpływem tego wydarzenia postanawia zacząć budować rakiety, by zrealizować swoje marzenie o studiowaniu poza Coalwood. Ojciec nastolatka, John, krytykuje jego pomysł, stwierdzając, że Homer powinien kontynuować rodzinną tradycję i pracować w miejscowej kopalni.
Mimo braku wsparcia ze strony Johna Homer dzieli się swoim pomysłem ze szkolnymi kolegami – Quentinem Wilsonem, Royem Lee Cookem i Shermanem O'Dellem. Przy wsparciu Friedy J. Riley, nauczycielki nauk przyrodniczych w Big Creek High School, chłopcy budują cztery małe rakiety. Pierwsze próby odpalenia rakiet kończą się porażkami, ostatecznie jednak konstruktorzy odnoszą sukces, a o ich projekcie pisze miejscowa gazeta. Niedługo później zostają jednak oskarżeni o przypadkowe podpalenie lasu i aresztowani.
Po tym wydarzeniu postanawiają przestać budować rakiety i niszczą miejsce, w którym je odpalali, a Homer, po tym jak jego ojciec zostaje ranny w wypadku górniczym, opuszcza szkołę i zaczyna pracować w kopalni.
Panna Riley przekonuje Homera do przeczytania książki tłumaczącej, w jaki sposób należy obliczać trajektorię rakiet. Korzystając z nowozdobytej wiedzy, on i Quentin lokalizują zaginioną rakietę i dowodzą, że nie mogła ona spowodować pożaru. Homer wraca do szkoły i kontynuuje prace nad rakietami. Razem z Quentinem, Royem i Shermanem wygrywa szkolne targi nauki, po czym, jako reprezentant zespołu, zostaje wysłany na National Science Fair.
Wystawa Homera zostaje dobrze przyjęta i cieszy się dużą popularnością. W ciągu nocy wszystkie elementy wystawy zostają ukradzione. Homer mówi o tym matce, która usiłuje przekonać męża, by zakończył strajk w kopalni i pozwolił jednemu ze swoich pracowników zbudować nową dyszę de Lavala dla ich syna. John ustępuje, dopiero gdy Elsie, zmęczona jego podejściem do pasji Homera, grozi mu odejściem. Części zostają dostarczone na czas, a Homer wygrywa główną nagrodę. Chłopak otrzymuje oferty stypendialne z wielu uczelni, gratuluje mu również jego idol, Wernher von Braun.
Homer wraca do Coalwood i odwiedza pannę Riley, umierającą z powodu chłoniaka Hodgkina. Postanawia nazwać na jej cześć swoją nową, największą jak dotąd, rakietę. Podczas jej startu Homer pozwala Johnowi, który wcześniej nigdy nie brał udziału w pokazach, nacisnąć uruchamiający ją przycisk. Miss Riley osiąga wysokość 9100 metrów.

## Obsada
- Jake Gyllenhaal jako Homer Hickam
- Chris Cooper jako John Hickam
- Chris Owen jako Quentin Wilson
- Laura Dern jako Freida J. Riley
- William Lee Scott jako Roy Lee Cooke
- Chad Lindberg jako Sherman O'Dell
- Natalie Canerday jako Elsie Hickam
- Randy Stripling jako Leon Bolden
- Chris Ellis jako dyrektor Turner
- Elya Baskin jako Ike Bukovsky
- Andy Stahl jako Jack Palmer[2]

## Produkcja
Zdjęcia rozpoczęły się 23 lutego 1998. Chociaż akcja filmu rozgrywa się w Wirginii Zachodniej film kręcony był w Tennessee. Panująca w tym stanie pogoda sprawiała filmowcom problemy i opóźniła produkcję filmu, Joe Johnston stwierdził jednak, że "ostatecznie to dzięki niej film wygląda tak świetnie". Ekipa filmowa zrekonstruowała Coalwood i odtworzyła fragmenty miejscowej kopalni.

## Odbiór

### Box office
W weekend otwarcia film emitowany był w 1495 kinach i zarobił 5,9 miliona dolarów. Ostateczny przychód filmu wynosi 34,7 milionów dolarów.

### Krytyka w mediach
W serwisie Rotten Tomatoes filmowi przyznano 91% na podstawie 74 recenzji, przy średniej ocenie 7,6/10. Na portalu Metacritic dostał on 71 punktów na 100 możliwych, w oparciu o 23 oceny.
Wielu krytyków chwaliło film za sposób ukazania w nim rodziny głównego bohatera. Duża część recenzji koncentruje się na relacach Homera z ojcem i występach aktorskich Jake'a Gyllenhaala i Chrisa Coopera. Jeden z recenzentów, Roger Ebert, stwierdził, że: „film nie upraszcza postaci Johna, nie robi z niego złego gościa ani tyrana. Jest po prostu człowiekiem, który chce, by jego syn podążał jego śladami a jednym z najlepszych elementów jest to jak Homer uwalnia się spod jego wpływów, jednocześnie zachowując dla niego szacunek".